# پیمان صلح مودانیا

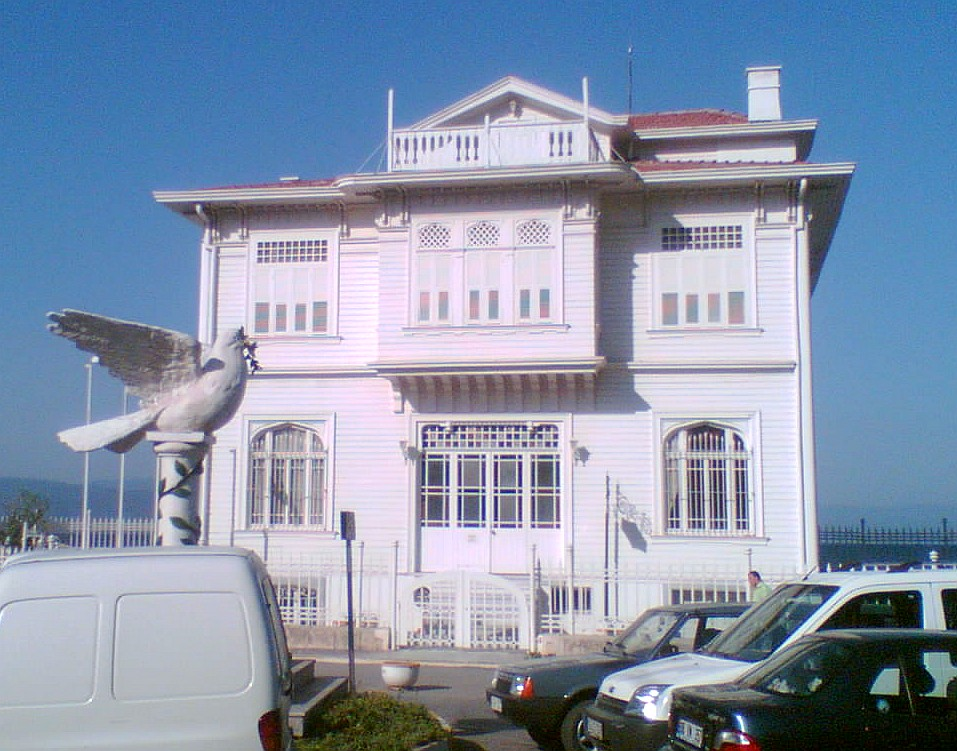
ساختمانی که پیمان صلح مودانیا در آن امضاء شد

پیمان صلح مودانیا پیمان صلحی بود که بین دولت مجلس بزرگ ملی ترکیه، ایتالیا، فرانسه و انگلستان، در ۱۱ اکتبر سال ۱۹۲۲ میلادی در شهر مودانیا به امضاء رسید؛ که در نتیجه پادشاهی یونان در ۱۴ اکتبر ۱۹۲۲ میلادی با آتش‌بس موافقت کرد.

## پیش زمینه
اگرچه نبرد ساکاریا دستاوردهای ارزنده‌ای برای نیروهای ترکیه دربرداشت، اما این به معنای صرف نظر کردن یونانی‌ها از ادامه جنگ نبود. پس از این نبرد درحالی که قدرت تُرک‌ها افزایش می‌یافت، یونانی‌ها به علل اختلاف و تغییرات رژیم و سیاست در داخل یونان تضعیف شدند. در اوت ۱۹۲۲ میلادی سومین و آخرین مرحله جنگ آغاز شد. تُرک‌ها پیروزی قاطعی در نبرد دوملو پینار کسب کردند و در حین تعقیب یونانی‌ها، ازمیر را مجدداً در ۹ سپتامبر به تصرف درآوردند و به این ترتیب پیروزی تکمیل شد.
مصطفی کمال در این زمان آماده ادامه مبارزه در قسمت اروپایی ترکیه با یونانی‌ها در تراس شرقی شد. به این منظور مجبور به گذاشتن از تنگه داردانل بود. تنگه مزبور هنوز تحت کنترل نیروهای متفقین بود. واحدهای فرانسوی و ایتالیایی عقب نشستند، ولی انگلیسی‌ها باقی ماندند و مدت‌ها انتظار برخورد بین انگلیسی‌ها و تُرک‌ها می‌رفت.

## پیمان صلح
دیوید لوید جرج از حزب لیبرال انگلستان در برابر اولتیماتوم تُرک‌ها برای گشودن راه عبور از تنگه، تصمیم به برخورد نظامی با ترکیه گرفت، اما افکار عمومی تمایل چندانی برای ورود به جنگی دیگر نداشت، در نتیجه کابینه لوید جرج در اثر این بحران که خود آن را بحران «چانکایا» می‌نامید، سقوط کرد و محافظه کاران یک دولت ائتلافی تشکیل دادند.
با توجه به دیدگاه حزب محافظه کار و افکار عمومی انگلستان سرانجام انگلیسی‌ها تسلیم تقاضای کمال آتاتورک برای عبور از ترعه چانکایا شدند و در ۱۱ اکتبر ۱۹۲۲ میلادی آتش‌بسی در مودانیا در تراس شرقی به امضاء رسید. ترک مخاصمه مودانیا از سوی عصمت پاشا به عنوان نماینده دولت ترکیه و نمایندگانی از متفقین به اضافه ژنرال مازاراکیس از طرف دولت یونان به امضاء رسید. طبق شرایط آتش‌بس مودانیا، متفقین با برقراری حاکمیت ترکیه در استانبول و تنگه‌ها و تراس شرقی موافقت کردند و لذا مناطق مذکور فوراً به اشغال ۸۰۰۰ ژاندارم ترکیه درآمد، اما اشغال مجدد و کامل آن منوط به امضای معاهده صلح شد. یونانی‌ها در ۱۴ اکتبر ۱۹۲۲ میلادی شرایط آتش‌بس را پذیرفتند و به این ترتیب منازعه ترکیه و یونان پس از سه مرحله جنگ‌های خونین به پایان رسید و حاکمیت ترکیه در تراس شرقی تثبیت شد.